# Manfred Scheuch

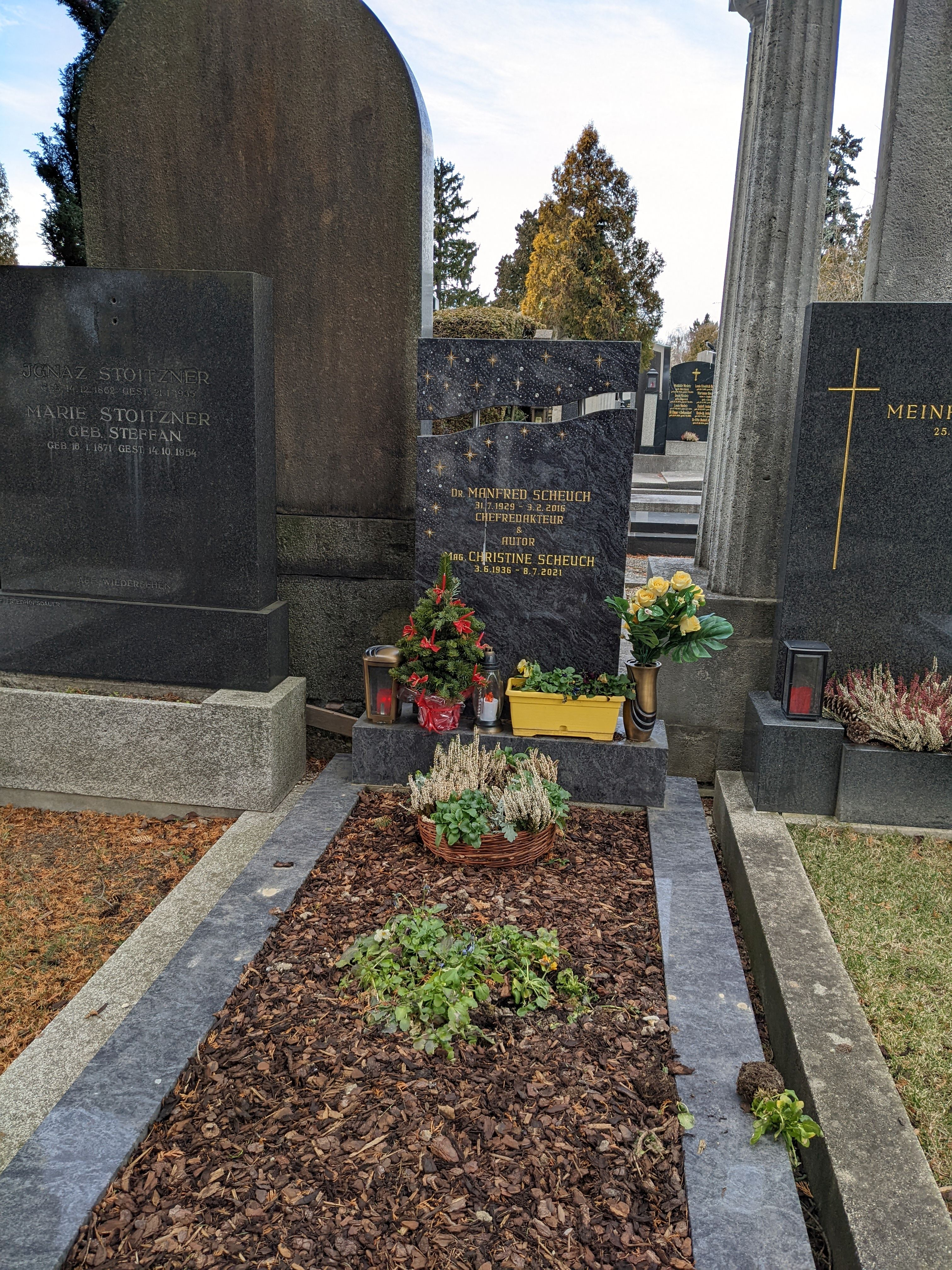

Manfred Scheuch (* 31. Juli 1929 in Wien; † 3. Februar 2016 ebenda) war sozialdemokratischer österreichischer Journalist, Historiker und Autor.

## Leben
Nachdem Manfred Scheuch sein Geschichtsstudium 1961 mit einer Dissertation über die Frühzeit der Arbeiterbewegung in Vorarlberg und dem Dr. phil. beendet hatte, trat er 1963 als Journalist in die  Arbeiter-Zeitung (AZ), das Zentralorgan der Sozialistischen Partei Österreichs (SPÖ), ein. Die Partei befand sich damals, bis 1966, in einer so genannten „großen Koalition“ mit der Österreichischen Volkspartei (ÖVP).
In der AZ stieg er 1967 (1966 war die SPÖ bis 1970 Oppositionspartei geworden) zum Ressortleiter der Innenpolitik auf. 1970 wurde Manfred Scheuch vom Parteivorsitzenden Bruno Kreisky, damals soeben Bundeskanzler einer SPÖ-Minderheitsregierung geworden, als Nachfolger von Paul Blau zum Chefredakteur der AZ bestellt. (Kreisky blieb nun bis 1983 Regierungschef von SPÖ-Alleinregierungen.)
Als Parteizeitung hatte es die AZ in der Medienkonkurrenz der 1970er und 1980er Jahre immer schwieriger. 1989 verkaufte die SPÖ ihr Blatt an den Werbemanager Hans Schmid (dem in der Folge auch kein Erfolg mit der Zeitung beschieden war). Scheuch schied aus der AZ aus.
1990 und 1991 war Scheuch Chefredakteur des Wiener Blattes, 1992 bis 1996 des SPÖ Wien Telegramms und danach Redakteur des Wiener Teils im Österreich Magazin der SPÖ.
Scheuch war in der Folge vor allem als Autor historischer Fachliteratur anerkannt.
Er wurde am Döblinger Friedhof bestattet.

## Werke
Atlanten:
- Atlas zur Zeitgeschichte. Europa im 20. Jahrhundert. 3. Auflage. Bechtermünz, Augsburg 2002, ISBN 3-8289-0403-3.
- Atlas zur Zeitgeschichte. Asien, Afrika und Amerika im 20. Jahrhundert. Brandstätter, 1993, ISBN 3-85447-470-9.
- Historischer Atlas Österreich. 5. Auflage. Christian Brandstätter, Wien 2007, ISBN 978-3-85033-033-6 (Online-Bearbeitung Atlas zur Geschichte Österreichs Austria-Forum).
- Atlas zur Zeitgeschichte. Bedrohte Völker. Christian Brandstätter, Wien 1998, ISBN 3-85447-558-6 (Taschenbuch).
- Historischer Atlas Deutschland: Vom Frankenreich zur Wiedervereinigung in Karten, Bilder und Texten. Christian Brandstätter, Wien 2008, ISBN 978-3-85033-195-1.
- Historischer Atlas Österreich im 20. Jahrhundert. Von der Monarchie zur Zweiten Republik. Christian Brandstätter, Wien 2000, ISBN 3-85498-029-9.
- Das größere Europa. Christian Brandstätter, Wien 2000, ISBN 3-85498-169-4.

Bücher:
- im netz. gedichte (= Neue Dichtung aus Österreich. Band 67). Bergland, 1960, OCLC 11084009.
- Geschichte der Arbeiterschaft Vorarlbergs bis 1918. Verlag der Österreichischen Gewerkschaftsbundes, 1961, DNB 454336772, OCLC 720146444 (Dissertation Universität Wien 1961, 135 Seiten).
- mit Peter Pelinka: 100 Jahre AZ Arbeiterzeitung. 1989, ISBN 3-203-51080-4.
- mit Wolfgang Petritsch: Bruno Kreisky. Kremayr & Scheriau, 2000, ISBN 3-218-00683-X.
- Nackt. Kulturgeschichte eines Tabus im 20. Jahrhundert. Christian Brandstätter, Wien 2004, ISBN 3-85498-289-5.
- Der Weg zum Heldenplatz. Eine Geschichte der österreichischen Diktatur 1933–1938. Kremayr & Scheriau, 2005, ISBN 3-218-00734-8.

## Auszeichnungen
- 1978: Karl-Renner-Preis der Stadt Wien
- 1997: Preis der Stadt Wien für Volksbildung
- 2002: Bruno-Kreisky-Preis für das politische Buch – Anerkennungspreis für Das größere Europa
- 2011: Goldenes Verdienstzeichen des Landes Wien